# Nermine Qorolli Tuda
Nermine Qorolli Tuda (ur. 5 kwietnia 1950 w Kačaniku) – kosowska nauczycielka, pisarka, działaczka na rzecz praw kobiet.

## Życiorys

### Młodość
Była najstarszym z sześciu dzieci Shefqeta i Mysheref Qorollich. Jej ojciec był nauczycielem języka albańskiego w jednej ze szkół podstawowych w Skopje, gdzie później został dyrektorem. Gdy Nermine skończyła rok, wraz z rodzicami przeniosła się do Skopje, gdzie ukończyła szkołę podstawową i średnią.

### Kariera
W 1968 zaczęła pracować jako nauczycielka w jednej Szkole Podstawowej im. Jane Sandanskiego w Skopje. Następnie przeniosła się do Ferizaju (prawdopodobnie w latach 70.), gdzie pracowała w jednej ze szkół podstawowej jako nauczycielka języka albańskiego przez 24 lata.

## Powieści
- Brenga e një gruaje (2003) ISBN 9989-9682-3-3

## Nagrody
Jedną z nagród otrzymanych przez Tudę było w 2011 roku wyróżnienie ze strony Forum Młodzieży Islamskiej za współpracę oraz za wkład w edukację.